# ینو (روستا)
ینو (به مجاری:  Jenő) یک شهرداری در مجارستان است که در ناحیه سکش‌فهروار واقع شده‌است. ینو ۵٫۵۶ کیلومتر مربع مساحت و ۱٬۳۰۹ نفر جمعیت دارد.